# Детская энциклопедия (Англия)
«Детская энциклопедия» ― познавательная книга, написанная и составленная английский писателем, журналистом и педагогом Артуром Ми. Впервые вышла в свет в 1908 году в издательстве «Educational Book Company». Книга издавалась с 1908 по 1964 год. Компания «Grolier» приобрела права на её публикацию в США под названием «Книга знаний» (1910).

## Содержание
Вначале энциклопедия публиковалась частями раз в две недели с марта 1908 по февраль 1910 года. Первые восьмитомное издание были опубликовано в 1910 году. Книгу можно было использовать как обычную справочную литературу, так как последний том имел алфавитный указатель. Первоначально книга была разделена на разделы, но в последующих изданиях были внесены изменения. Некоторые названия охватывали такие научные предметы, как геология, биология и астрономия.
- Введение «Приветствие» и «Прощание», под редакцией Артура Ми
- Знакомые вещи (написанная разными авторами)
- Чудо
- Природа под редакцией Эрнеста Брайанта и Эдварда Степа
- «Собственная жизнь ребёнка», редакция Калеба Салеби
- Земля, под редакцией Калеба Салиби
- Все страны, редакция Эдито да Фрэнсис Эппс
- Великие жизни (написанная разными авторами)
- Золотые дела (написанная разными авторами)
- Библейские истории под редакцией Гарольда Бегби
- Известные книги, под редакцией Джона Хаммертона
- Рассказы, под редакцией Эдварда Райта
- Поэзия, под редакцией Джона Хаммертона
- Школьные уроки (написанная разными авторами)
- Вещи, чтобы сделать и Вещи, чтобы сделать (написанная разными авторами)

Артур Ми написал вступление под названием «Приветствие» и «Прощание». Иллюстрации были в основном анонимными, но среди иллюстраторов были художники Сьюзан Беатрис Пирс, С. Э. Брок, Томас Мэйбэнк, Джордж Ф. Моррелл, Дадли Хит, Чарльз Фолкард, Х. Р. Миллар, Александр Фрэнсис Лайдон, Артур Диксон и Артур Рэкхэм. В книгах использованы фотографии Фрэнка Хинкинса, гравюры, географическая карты и графика.
Эта энциклопедия сделала обучение детей интересным и приятным.

## Беспорядки в Кашмире
В мае 1973 года в индийском штате Джамму и Кашмире произошли беспорядки, вызванные тем, что иллюстрация, содержащаяся в «Книге знаний», которая десятилетиями хранилась в местной библиотеке, изображал архангела Гавриила, диктующего отрывки из Корана Мухаммеду. Мусульмане, оскорбленные визуальным изображением Мухаммеда, начали беспорядки, в результате которых четыре человека погибли и более ста были ранены. Продажа энциклопедии тогда была запрещена, хотя к тому времени она уже была распродана.